# Idaea okbaria
Idaea okbaria är en fjärilsart som beskrevs av Pierre Chrétien 1911. Idaea okbaria ingår i släktet Idaea och familjen mätare. Inga underarter finns listade i Catalogue of Life.